# The Beginning of Survival
The Beginning of Survival  er den første i en serie af opsamlingsalbum med Joni Mitchell (hendes 22. i alt), udgivet i 2004. Sangene på albummet stammer fra originalalbummerne Dog Eat Dog, Chalk Mark in a Rain Storm, Night Ride Home, Turbulent Indigo og Taming the Tiger.

## Numre
Sangene er skrevet af Joni Mitchell med mindre andet er angivet.
| Nr. | Titel                                   | Længde | Oprindeligt album          | Andet                                               |
| --- | --------------------------------------- | ------ | -------------------------- | --------------------------------------------------- |
| 1   | "The Reocurring Dream"                  | 3:03   | Chalk Mark in a Rain Storm | Skrevet af Mitchell og Larry Klein                  |
| 2   | "The Windfall (Everything for Nothing)" | 5:09   | Night Ride Home            |                                                     |
| 3   | "Slouching Toward Bethlehem"            | 6:49   | Night Ride Home            | Baseret på digtet "The Second Coming" af W.B. Yeats |
| 4   | "Dog Eat Dog"                           | 4:27   | Dog Eat Dog                |                                                     |
| 5   | "Fiction"                               | 4:10   | Dog Eat Dog                | Skrevet af Mitchell og Klein                        |
| 6   | "The Beat of Black Wings"               | 5:22   | Chalk Mark in a Rain Storm |                                                     |
| 7   | "No Apologies"                          | 4:17   | Taming the Tiger           |                                                     |
| 8   | "Sex Kills"                             | 3:56   | Turbulent Indigo           |                                                     |
| 9   | "The Three Great Stimulants"            | 6:06   | Dog Eat Dog                |                                                     |
| 10  | "Lakota"                                | 6:25   | Chalk Mark in a Rain Storm | Skrevet af Mitchell og Klein                        |
| 11  | "Ethiopia"                              | 5:38   | Dog Eat Dog                |                                                     |
| 12  | "Cool Water"                            | 5:25   | Chalk Mark in a Rain Storm | Skrevet af Mitchell og Bob Nolan                    |
| 13  | "Tax Free"                              | 5:04   | Dog Eat Dog                | Skrevet af Mitchell og Klein                        |
| 14  | "The Magdalene Laundries"               | 4:01   | Turbulent Indigo           |                                                     |
| 15  | "Passion Play"                          | 5:19   | Night Ride Home            |                                                     |
| 16  | "Impossible Dreamer"                    | 4:30   | Dog Eat Dog                |                                                     |

## Cover
Som på flere af Mitchells senere album er hovedmotivet på coverets forside et maleri med en bred ramme. Den er tilsyneladende lagt eller hængt op på en sandfarvet baggrund (der er skygge fra rammen), og på coveret er maleriet placeret i nederste højre hjørne med baggrunden synlig i en relativt smal stribe foroven og en lidt bredere stribe til venstre, hvor også hendes navn (trykt i grønt) og albumtitlen (i sort) ses. 
Selve maleriet er ligeledes i tråd med en række tidligere album et selvportræt, men til forskel fra tidligere ser man næsten hele personen, idet hun sidder på hug med venstre knæ nedad og højre hævet. Armene har hun placeret på benene, og hun kigger lidt mod sin venstre side (mod albummets højre kant). Hun er iført denimbukser og -jakke og har en blød, bredskygget hat på hovedet. På selve maleriet sidder hun i venstre side, så lidt af hendes højre side er uden for billedet, mens der til venstre for hende anes lidt af et landskab. Hun poserer tilsyneladende på et areal med græs, mens der i baggrunden ses et vandområde, måske en sø, idet der anes land længst tilbage i horisonten. Himlen har længst tilbage en lys, let rødlig nuance, mens der lige over hendes hoved ses en meget mørk sky.